# Старый Покров
Старый Покров — деревня в Орехово-Зуевском муниципальном районе Московской области. Входит в состав сельского поселения Белавинское. Население — 20 чел. (2010).

## Расположение
Деревня Старый Покров расположена в восточной части Орехово-Зуевского района, примерно в 22 км к юго-востоку от города Орехово-Зуево. Высота над уровнем моря 147 м.

## История
В 1926 году деревня обозначена как село Старо Покровского сельсовета Яковлевской волости Орехово-Зуевского уезда Московской губернии.
До 2006 года Старый Покров входил в состав Белавинского сельского округа Орехово-Зуевского района.
В деревне находится церковь Покрова Пресвятой Богородицы.

## Население
В 1926 году в деревне проживало 133 человека (51 мужчина, 82 женщины). По переписи 2002 года — 6 человек (1 мужчина, 5 женщин).
| 1859 | 1868 | 2002 | 2006 | 2010 |
| ---- | ---- | ---- | ---- | ---- |
| 27   | ↘26  | ↘6   | ↘4   | ↗20  |